# Kim Hyun-mee
Kim Hyun-mee   (20 de setembre de 1967), a vegades escrit Kim Hyun-mi, és una ex-jugadora d'handbol sud-coreana que va competir durant la dècada de 1980.
El 1988 va prendre part en els Jocs Olímpics de Seül, on guanyà la medalla d'or en la competició d'handbol.
El 1989 fou escollida Jugador de l'any de l'IHF per la Federació Internacional d'Handbol.